# Arne Christiansen
Arne Christiansen, född 9 oktober 1925 i Nordby på Samsø, död 8 september 2007 i Hillerød, var en dansk journalist, diplomat och politiker. Han tillhörde partiet Venstre och var Danmarks handelsminister 1978–1979.

## Bakgrund
Arne Christiansen var son till gårdsägaren Jens Johan Christiansen och dennes hustru Augusta Jensine Cramer. Han avlade förberedelseexamen från Høng præliminærkursus 1943 och studentexamen från Statens og hovedstadskommunernes kursus 1945. Han genomgick journalistutbildning vid Bogense Avis, Fyns Venstreblad och Fyns Tidende 1945-1948 och arbetade därefter som ekonomiskribent på Fyns Tidende (1948-1960). Han var även engagerad i det danska hemvärnet. Därefter blev han ledare av Landbrugsrådets pressekretariat och sekreterare för jordbrukarnas radionämnd (1960-1962). Han flyttade till USA 1962 för att arbeta som chef för Danish Information Office i New York under titeln pressattaché. Från 1963 var han även ambassadråd vid den danska ambassaden i Washington D.C. och Danmarks fasta delegat i FN. Han återvände till Danmark 1966 för att bli direktör för Landbrugsrådets informationsavdelning och återigen sekreterare för jordbrukarnas radionämnd. Detta arbete innehade han till 1984. Vid denna tid tog han på sig flera styrelseuppdrag, bland annat som styrelseledamot för Fyns Tidende, Danmarks Turistråd (1967), Atlantsammenslutningen (1969), Dansk Samvirke (1970), Rebild National Park Inc. (1970), Udvandrer-Arkivet (1972) och Det danske Travselskab (1973).
Christiansen gifte sig 8 juni 1948 med Kirsten Brix Jensen (född 18 januari 1927).

## Politisk karriär
I samband med hemkomsten från USA blev Christiansen styrelseledamot i Venstres lokala avdelning i Lyngbys valkrets. Han ställde upp som partiets folketingskandidat 1967 för Gives valkrets och blev invald 1968. Han var delegat i FN:s generalförsamling 1969. Han tillhörde partiets högerfalang och engagerade sig främst i försvars- och utrikespolitiken samt i EU-frågor och representerade Danmark i Europarådet 1973-1978. Från 1974 var han den danska delegationens ordförande och vice president för rådets liberala grupp. I Folketinget var han bland annat ordförande för marknadsutskottet (numera europautskottet) 1974-1978 och försvarsutskottet 1974-1977. Tillsammans med Nathalie Lind var han partiets representant i Radiorådet 1974-1978 samt ledamot i rådets verkställande utskott. Han var en stark anhängare av Danmarks medlemskap i både Nato och EG och önskade i det senare fallet ett fördjupat samarbete inom unionen.
När statsminister Anker Jørgensen bildade sin tredje regering tillsammans med Venstre 1978 utsågs Christiansen till Danmarks handelsminister. Denna ministerpost inkluderade även ansvar för industri- och energipolitiken. Han var således den minister som 1979 ansvarade för ett avtal på 30 år med Dansk Undergrunds Consortium (DUC), som gick ut på att det statliga bolaget Dansk Olie og Naturgas (DONG) skulle utvinna naturgas från Nordsjön till ett värde av 30 miljarder danska kronor. Samma år tilldelades DONG av Handelsdepartementet dessutom ensamrätt på införande, förhandling, transport och upplagring av naturgas i Danmark. Danmark genomled vid denna tidpunkt, liksom övriga Europa, av brist på olja på grund av den iranska revolutionen och Christiansens departement företog således åtgärder för att minska oljeförbrukningen. Det inkluderade bl.a. sänkt hastighet på 10 km/h på landsvägarna, sänkning av rumstemperaturen i offentliga byggnader till 20 grader, begränsning av elförbrukningen och höjda energiavgifter. Det fanns även planer på att införa en bilfri dag i veckan, men dessa sattes i bero. I regeringsförklaringen fanns även planer på att introducera kärnkraft som energikälla, vilket dock aldrig realiserades.
Efter att koalitionsregeringen hade fallit på hösten 1979 återvände Christiansen som ordförande för Folketingets marknadsutskott och som Venstres försvarspolitiska ordförande. Han behöll denna post fram till 1984, då han lämnade politiken för att bli ordförande för det danska utrikesdepartementets kommitté för handel med Östeuropa. Detta ämbete innehade han till 1992. Han var även ordförande för Det udenrigspolitiske Selskab, styrelseledamot i Dansk Udenrigspolitisk Institut, presidiemedlem i Hjemmeværnsmuseet i Frøslev och vice ordförande för Jyske Bank. 1983-2003 var han dessutom ordförande för Instituttet for Fremtidsforskning. Han verkade även som översättare av spänningsromaner och som bokrecensent.